# فابريكا دي براسو دي براتا

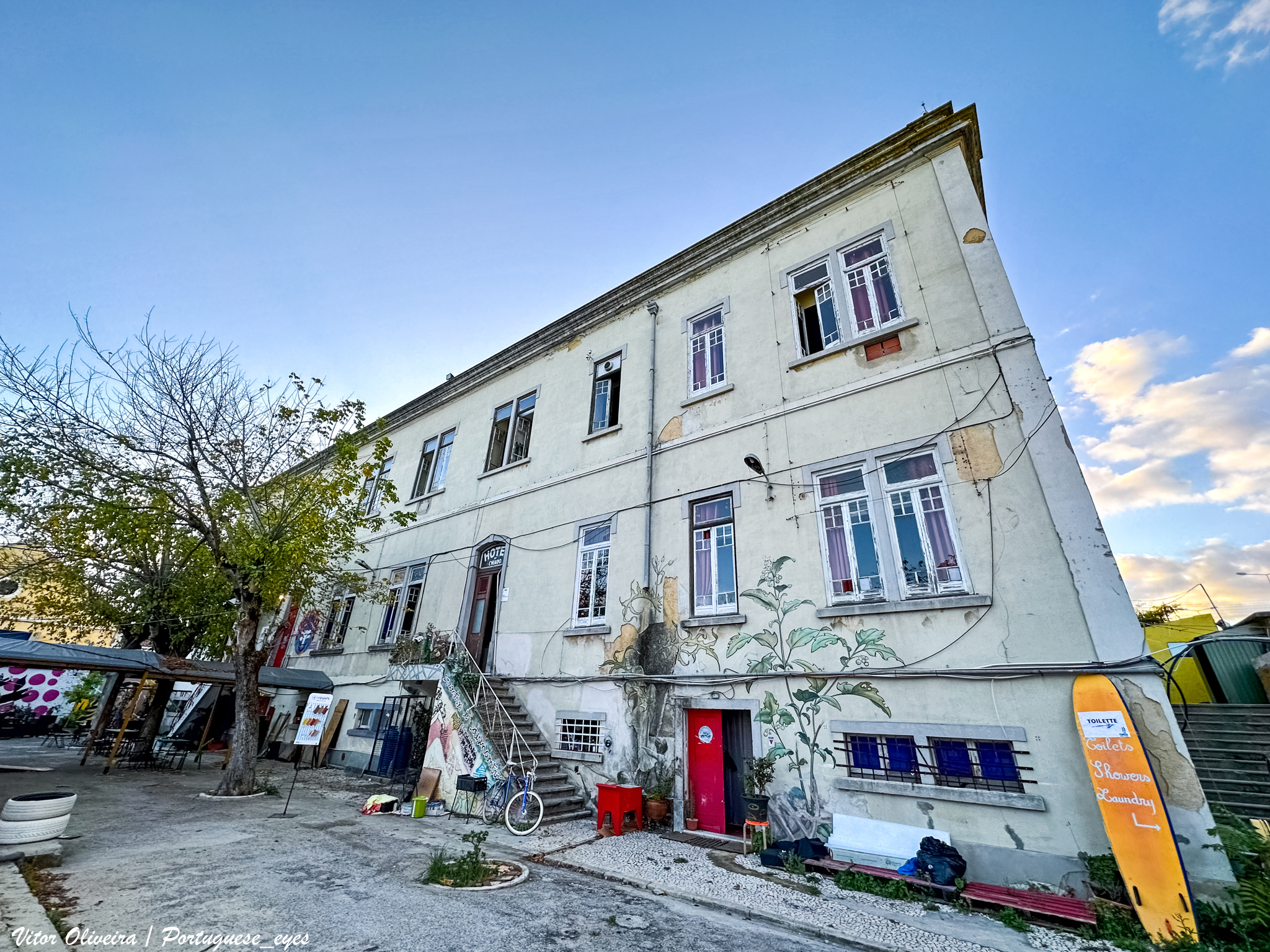
كان مبنى فابريكا دي براسو دي براتا جزءًا من مصنع عسكري أصبح الآن مركزًا ثقافيًا.

فابريكا دي براسو دي براتا (تعني بالبرتغالية "مصنع الذراع الفضية")، (مصنع فابريكا دي براسو دي براتا)، في الأصل (بالأسبانية: Fábrica de Material de Guerra de Braço de Prata ) (مصنع الذراع الفضية للمواد الحربية) كان عبارة عن مصنع للأسلحة الصغيرة والمدفعية الخفيفة والذخيرة و مصنع الذخائر مملوك للحكومة البرتغالية . كما قامت بتصميم وتطوير أسلحتها وذخيرتها الخاصة بالإضافة إلى الإنتاج المرخص للأسلحة الأجنبية، بما في ذلك النسخة البرتغالية من هيكلر وكوخ جي 3 ( بندقية إم/961 ) المستخدمة على نطاق واسع خلال الحرب الاستعمارية البرتغالية .

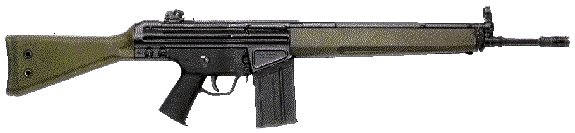
تم استخدام نسخة برتغالية من هيكلر وكوخ G3A3 الألماني كسلاح مشاة قياسي لمعظم القوات البرتغالية خلال الحرب الاستعمارية البرتغالية. وسيتم إنتاجه بكميات كبيرة في مصنع الأسلحة الصغيرة فابريكا دي براسو دي براتا.

## تصنيع الأسلحة
المنتجات الشهيرة المنتجة في مصانعها تشمل:
- خوذة M1940 البرتغالية (خوذة م/940)
- (FBP) سلسلة مدفع رشاش
- رشاشات من سلسلة لوسا
- مورتيريت هاون خفيف
- هيكلر وكوخ جي 3 ( إسبينجاردا م/961)
- هيكلر وكوخ HK21 ( ميترالهادورا م/968)

## أنظر أيضاً
- القوات المسلحة البرتغالية
- الحرب الاستعمارية البرتغالية
- نطاق الرماية الميداني من الكوشيت
- إنديب
- اوجما
- إمبوردف
- بندقية بي تي آر